# Cadre-71/2-Europameisterschaft 2017

Logo CEB (ausrichtender Verband)

Die Cadre-71/2-Europameisterschaft 2017 war das 59. Turnier in dieser Disziplin des Karambolagebillards und fand vom 5. bis zum 6. Mai 2017 in Brandenburg an der Havel statt. Es war die neunte Cadre-71/2-Europameisterschaft in Deutschland.

## Geschichte
Ab 2013 wird die Europameisterschaft nicht mehr als Einzelturnier veranstaltet, sondern bei einer Multi-Europameisterschaft bei der alle Disziplinen des Karambolsports ausgetragen werden. Diese Meisterschaft wird im zwei Jahresrhythmus ausgetragen.
Mit einer Klasseleistung im Finale holte sich der Spanier Raúl Cuenca seinen ersten EM-Titel im Cadre 71/2. Mit 200:8 in lediglich einer Aufnahme gewann er gegen den Vorjahresfinalisten Dave Christiani hochverdient. Arnim Kahofer teilte sich Platz drei mit Ex-Europameister Esteve Mata. Die deutschen Teilnehmer beendeten abgeschlagen das Turnier.

## Modus
Gespielt wurde in acht Gruppen à 3 Teilnehmer. Die Gruppensieger qualifizierten sich für das Viertelfinale. Es wurde in der Gruppenphase bis 150 Punkte und in der KO-Phase bis 200 Punkte gespielt. Platz drei wurde nicht ausgespielt.
Die Qualifikationsgruppen wurden nach Rangliste gesetzt. Es gab außer dem Titelverteidiger keine gesetzten Spieler mehr für das Hauptturnier.
1. MP = Matchpunkte
2. GD = Generaldurchschnitt
3. HS = Höchstserie

## Gruppenphase

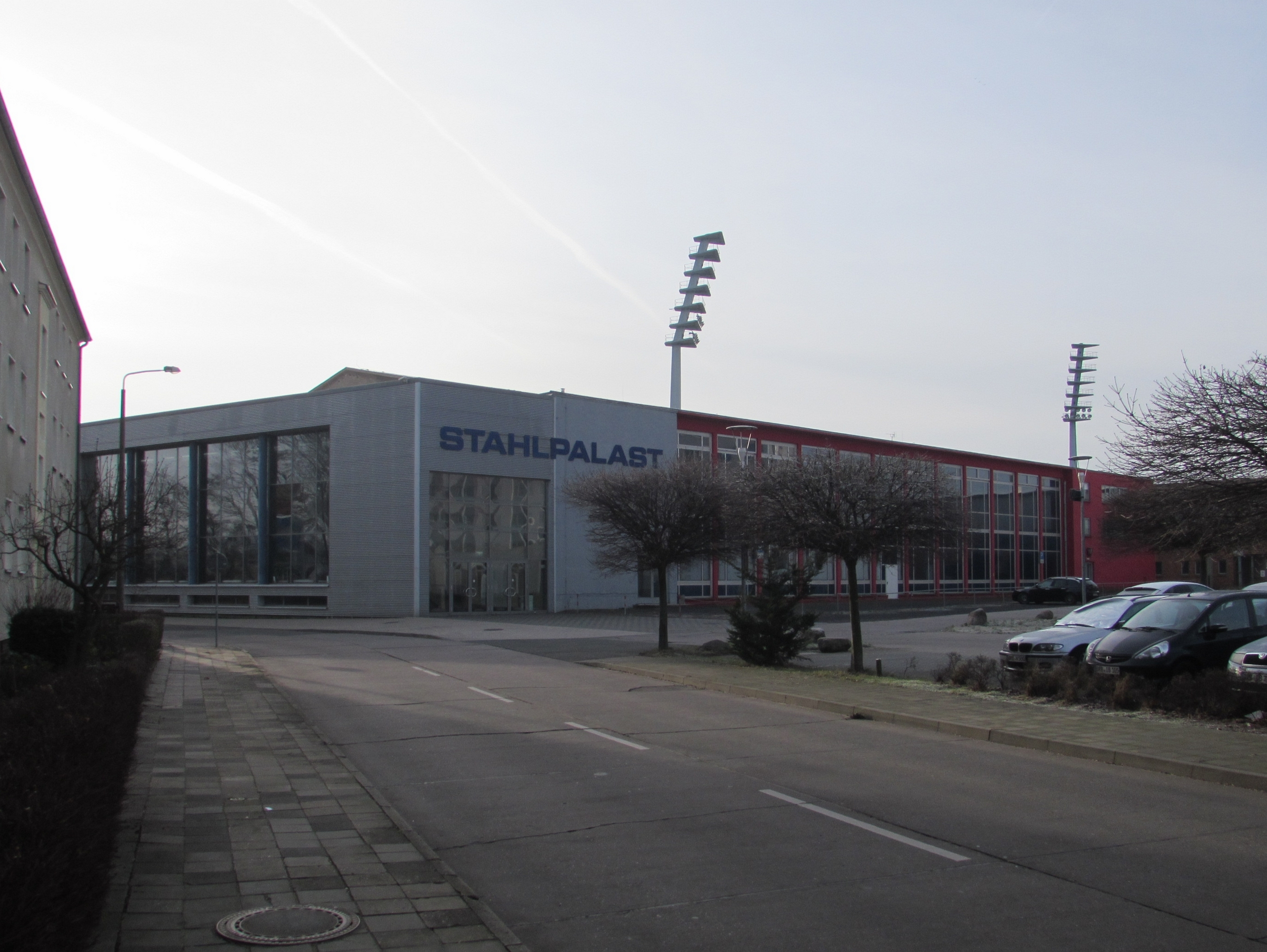
Außenansicht des Stahlpalastes

| MP    | Match Points (Sieger = 2; Unentschieden = 1; Verlierer = 0) |
| Pkte. | Erzielte Karambolagen                                       |
| Aufn. | Benötigte Versuche                                          |
| GD    | Generaldurchschnitt                                         |
| BED   | Bester Einzeldurchschnitt eines Spielers                    |
| HS    | Höchstserie                                                 |
|       | Bester GD des Turniers                                      |
|       | Bester ED des Turniers                                      |
|       | Beste HS des Turniers                                       |
|       | 1. Platz (Gold)                                             |
|       | 2. Platz (Silber)                                           |
|       | 3. Platz (Bronze)                                           |

| Abschlusstabelle Gruppe A | Abschlusstabelle Gruppe A | Abschlusstabelle Gruppe A | Abschlusstabelle Gruppe A | Abschlusstabelle Gruppe A | Abschlusstabelle Gruppe A | Abschlusstabelle Gruppe A | Abschlusstabelle Gruppe A |
| Platz                     | Name                      | MP                        | Pkt.                      | Aufn.                     | GD                        | BED                       | HS                        |
| ------------------------- | ------------------------- | ------------------------- | ------------------------- | ------------------------- | ------------------------- | ------------------------- | ------------------------- |
| 1                         | Xavier Gretillat          | 3:1                       | 300                       | 7                         | 42,85                     | 50,00                     | 113                       |
| 2                         | Raymund Swertz            | 3:1                       | 300                       | 9                         | 33,33                     | 50,00                     | 77                        |
| 3                         | Nikos Chatzipavlis        | 0:4                       | 128                       | 10                        | 12,80                     | –                         | 38                        |

| Abschlusstabelle Gruppe B | Abschlusstabelle Gruppe B | Abschlusstabelle Gruppe B | Abschlusstabelle Gruppe B | Abschlusstabelle Gruppe B | Abschlusstabelle Gruppe B | Abschlusstabelle Gruppe B | Abschlusstabelle Gruppe B |
| Platz                     | Name                      | MP                        | Pkt.                      | Aufn.                     | GD                        | BED                       | HS                        |
| ------------------------- | ------------------------- | ------------------------- | ------------------------- | ------------------------- | ------------------------- | ------------------------- | ------------------------- |
| 1                         | Dave Christiani           | 4:0                       | 300                       | 19                        | 15,78                     | 25,00                     | 61                        |
| 2                         | Willy Gerimont            | 2:2                       | 255                       | 20                        | 12,75                     | 10,71                     | 72                        |
| 3                         | Janis Ziogas              | 0:4                       | 178                       | 27                        | 6,59                      | –                         | 54                        |

| Abschlusstabelle Gruppe C | Abschlusstabelle Gruppe C | Abschlusstabelle Gruppe C | Abschlusstabelle Gruppe C | Abschlusstabelle Gruppe C | Abschlusstabelle Gruppe C | Abschlusstabelle Gruppe C | Abschlusstabelle Gruppe C |
| Platz                     | Name                      | MP                        | Pkt.                      | Aufn.                     | GD                        | BED                       | HS                        |
| ------------------------- | ------------------------- | ------------------------- | ------------------------- | ------------------------- | ------------------------- | ------------------------- | ------------------------- |
| 1                         | Raúl Cuenca               | 4:0                       | 300                       | 6                         | 50,00                     | 50,00                     | 144                       |
| 2                         | Pascal Dessaint           | 2:2                       | 166                       | 15                        | 11,06                     | 12,50                     | 52                        |
| 3                         | Dieter Steinberger        | 0:4                       | 139                       | 15                        | 9,26                      | –                         | 28                        |

| Abschlusstabelle Gruppe D | Abschlusstabelle Gruppe D | Abschlusstabelle Gruppe D | Abschlusstabelle Gruppe D | Abschlusstabelle Gruppe D | Abschlusstabelle Gruppe D | Abschlusstabelle Gruppe D | Abschlusstabelle Gruppe D |
| Platz                     | Name                      | MP                        | Pkt.                      | Aufn.                     | GD                        | BED                       | HS                        |
| ------------------------- | ------------------------- | ------------------------- | ------------------------- | ------------------------- | ------------------------- | ------------------------- | ------------------------- |
| 1                         | Esteve Mata               | 4:0                       | 300                       | 6                         | 50,00                     | 150,00                    | 150                       |
| 2                         | Johann Petit              | 2:2                       | 166                       | 4                         | 41,50                     | 50,00                     | 112                       |
| 3                         | Thomas Nockemann          | 0:4                       | 175                       | 8                         | 21,87                     | –                         | 81                        |

| Abschlusstabelle Gruppe E | Abschlusstabelle Gruppe E | Abschlusstabelle Gruppe E | Abschlusstabelle Gruppe E | Abschlusstabelle Gruppe E | Abschlusstabelle Gruppe E | Abschlusstabelle Gruppe E | Abschlusstabelle Gruppe E |
| Platz                     | Name                      | MP                        | Pkt.                      | Aufn.                     | GD                        | BED                       | HS                        |
| ------------------------- | ------------------------- | ------------------------- | ------------------------- | ------------------------- | ------------------------- | ------------------------- | ------------------------- |
| 1                         | Jean-François Florent     | 3:1                       | 300                       | 13                        | 23,07                     | 37,50                     | 82                        |
| 2                         | Gerold Cerovsek           | 2:2                       | 249                       | 17                        | 14,64                     | 18,75                     | 45                        |
| 3                         | Adam Baca                 | 1:3                       | 246                       | 12                        | 20,50                     | 37,50                     | 51                        |

| Abschlusstabelle Gruppe F | Abschlusstabelle Gruppe F | Abschlusstabelle Gruppe F | Abschlusstabelle Gruppe F | Abschlusstabelle Gruppe F | Abschlusstabelle Gruppe F | Abschlusstabelle Gruppe F | Abschlusstabelle Gruppe F |
| Platz                     | Name                      | MP                        | Pkt.                      | Aufn.                     | GD                        | BED                       | HS                        |
| ------------------------- | ------------------------- | ------------------------- | ------------------------- | ------------------------- | ------------------------- | ------------------------- | ------------------------- |
| 1                         | Michel van Silfhout       | 4:0                       | 300                       | 22                        | 13,63                     | 18,75                     | 62                        |
| 2                         | Adam Kozak                | 1:3                       | 265                       | 19                        | 13,94                     | 13,63                     | 67                        |
| 3                         | Nikolas Gerassimopoulos   | 1:3                       | 227                       | 25                        | 9,09                      | 13,63                     | 37                        |

| Abschlusstabelle Gruppe G | Abschlusstabelle Gruppe G | Abschlusstabelle Gruppe G | Abschlusstabelle Gruppe G | Abschlusstabelle Gruppe G | Abschlusstabelle Gruppe G | Abschlusstabelle Gruppe G | Abschlusstabelle Gruppe G |
| Platz                     | Name                      | MP                        | Pkt.                      | Aufn.                     | GD                        | BED                       | HS                        |
| ------------------------- | ------------------------- | ------------------------- | ------------------------- | ------------------------- | ------------------------- | ------------------------- | ------------------------- |
| 1                         | Bernard Villiers          | 3:1                       | 300                       | 11                        | 27,27                     | 30,00                     | 109                       |
| 2                         | Patrick Niessen           | 2:2                       | 300                       | 8                         | 37,50                     | 50,00                     | 135                       |
| 3                         | Sven Daske                | 1:3                       | 217                       | 9                         | 24,11                     | 50,00                     | 74                        |

| Abschlusstabelle Gruppe H | Abschlusstabelle Gruppe H | Abschlusstabelle Gruppe H | Abschlusstabelle Gruppe H | Abschlusstabelle Gruppe H | Abschlusstabelle Gruppe H | Abschlusstabelle Gruppe H | Abschlusstabelle Gruppe H |
| Platz                     | Name                      | MP                        | Pkt.                      | Aufn.                     | GD                        | BED                       | HS                        |
| ------------------------- | ------------------------- | ------------------------- | ------------------------- | ------------------------- | ------------------------- | ------------------------- | ------------------------- |
| 1                         | Arnim Kahofer             | 4:0                       | 300                       | 4                         | 75,00                     | 75,00                     | 142                       |
| 2                         | Marek Faus                | 2:2                       | 262                       | 4                         | 65,50                     | 75,00                     | 112                       |
| 3                         | Tamas Szolnoki            | 0:4                       | 25                        | 4                         | 6,25                      | –                         | 15                        |

## KO-Phase
|  | Viertelfinale Spiel bis 200 Punkte | Viertelfinale Spiel bis 200 Punkte | Viertelfinale Spiel bis 200 Punkte | Viertelfinale Spiel bis 200 Punkte | Viertelfinale Spiel bis 200 Punkte | Viertelfinale Spiel bis 200 Punkte |                 |                 | Halbfinale Spiel bis 200 Punkte | Halbfinale Spiel bis 200 Punkte | Halbfinale Spiel bis 200 Punkte | Halbfinale Spiel bis 200 Punkte | Halbfinale Spiel bis 200 Punkte | Halbfinale Spiel bis 200 Punkte |      |       | Finale Spiel bis 200 Punkte | Finale Spiel bis 200 Punkte | Finale Spiel bis 200 Punkte | Finale Spiel bis 200 Punkte | Finale Spiel bis 200 Punkte | Finale Spiel bis 200 Punkte |
|  |                                    |                                    |                                    |                                    |                                    |                                    |                 |                 |                                 |                                 |                                 |                                 |                                 |                                 |      |       |                             |                             |                             |                             |                             |                             |
|  |                                    | MP                                 | Pkt.                               | Aufn.                              | GD                                 | HS                                 |                 |                 |                                 |                                 |                                 |                                 |                                 |                                 |      |       |                             |                             |                             |                             |                             |                             |
|  |                                    | MP                                 | Pkt.                               | Aufn.                              | GD                                 | HS                                 |                 |                 |                                 |                                 |                                 |                                 |                                 |                                 |      |       |                             |                             |                             |                             |                             |                             |
|  | Arnim Kahofer                      | 2                                  | 200                                | 7                                  | 28,57                              | 113                                |                 |                 |                                 |                                 |                                 |                                 |                                 |                                 |      |       |                             |                             |                             |                             |                             |                             |
|  | Arnim Kahofer                      | 2                                  | 200                                | 7                                  | 28,57                              | 113                                |                 | MP              | Pkt.                            | Aufn.                           | GD                              | HS                              |                                 |                                 |      |       |                             |                             |                             |                             |                             |                             |
|  | Jean-François Florent              | 0                                  | 51                                 | 7                                  | 7,28                               | 29                                 |                 | MP              | Pkt.                            | Aufn.                           | GD                              | HS                              |                                 |                                 |      |       |                             |                             |                             |                             |                             |                             |
|  | Jean-François Florent              | 0                                  | 51                                 | 7                                  | 7,28                               | 29                                 | Arnim Kahofer   | 0               | 163                             | 4                               | 40,75                           | 140                             |                                 |                                 |      |       |                             |                             |                             |                             |                             |                             |
|  |                                    | MP                                 | Pkt.                               | Aufn.                              | GD                                 | HS                                 | Arnim Kahofer   | 0               | 163                             | 4                               | 40,75                           | 140                             |                                 |                                 |      |       |                             |                             |                             |                             |                             |                             |
|  |                                    | MP                                 | Pkt.                               | Aufn.                              | GD                                 | HS                                 |                 | Dave Christiani | 2                               | 200                             | 4                               | 50,00                           | 189                             |                                 |      |       |                             |                             |                             |                             |                             |                             |
|  | Michel van Silfhout                | 0                                  | 84                                 | 2                                  | 42,00                              | 50                                 |                 | Dave Christiani | 2                               | 200                             | 4                               | 50,00                           | 189                             |                                 |      |       |                             |                             |                             |                             |                             |                             |
|  | Michel van Silfhout                | 0                                  | 84                                 | 2                                  | 42,00                              | 50                                 |                 |                 |                                 |                                 |                                 |                                 |                                 | MP                              | Pkt. | Aufn. | GD                          | HS                          |                             |                             |                             |                             |
|  | Dave Christiani                    | 2                                  | 200                                | 2                                  | 100,00                             | 182                                |                 |                 |                                 |                                 |                                 |                                 |                                 | MP                              | Pkt. | Aufn. | GD                          | HS                          |                             |                             |                             |                             |
|  | Dave Christiani                    | 2                                  | 200                                | 2                                  | 100,00                             | 182                                | Dave Christiani | 0               | 8                               | 1                               | 8,00                            | 8                               |                                 |                                 |      |       |                             |                             |                             |                             |                             |                             |
|  |                                    | MP                                 | Pkt.                               | Aufn.                              | GD                                 | HS                                 | Dave Christiani | 0               | 8                               | 1                               | 8,00                            | 8                               |                                 |                                 |      |       |                             |                             |                             |                             |                             |                             |
|  |                                    | MP                                 | Pkt.                               | Aufn.                              | GD                                 | HS                                 |                 | Raúl Cuenca     | 2                               | 200                             | 1                               | 200,00                          | 200                             |                                 |      |       |                             |                             |                             |                             |                             |                             |
|  | Raúl Cuenca                        | 2                                  | 200                                | 4                                  | 50,00                              | 97                                 |                 | Raúl Cuenca     | 2                               | 200                             | 1                               | 200,00                          | 200                             |                                 |      |       |                             |                             |                             |                             |                             |                             |
|  | Raúl Cuenca                        | 2                                  | 200                                | 4                                  | 50,00                              | 97                                 |                 | MP              | Pkt.                            | Aufn.                           | GD                              | HS                              |                                 |                                 |      |       |                             |                             |                             |                             |                             |                             |
|  | Xavier Gretillat                   | 0                                  | 100                                | 4                                  | 25,00                              | 48                                 |                 | MP              | Pkt.                            | Aufn.                           | GD                              | HS                              |                                 |                                 |      |       |                             |                             |                             |                             |                             |                             |
|  | Xavier Gretillat                   | 0                                  | 100                                | 4                                  | 25,00                              | 48                                 | Raúl Cuenca     | 2               | 200                             | 8                               | 25,00                           | 72                              |                                 |                                 |      |       |                             |                             |                             |                             |                             |                             |
|  |                                    | MP                                 | Pkt.                               | Aufn.                              | GD                                 | HS                                 | Raúl Cuenca     | 2               | 200                             | 8                               | 25,00                           | 72                              |                                 |                                 |      |       |                             |                             |                             |                             |                             |                             |
|  |                                    | MP                                 | Pkt.                               | Aufn.                              | GD                                 | HS                                 |                 | Esteve Mata     | 0                               | 36                              | 8                               | 4,50                            | 17                              |                                 |      |       |                             |                             |                             |                             |                             |                             |
|  | Esteve Mata                        | 2                                  | 200                                | 6                                  | 33,33                              | 74                                 |                 | Esteve Mata     | 0                               | 36                              | 8                               | 4,50                            | 17                              |                                 |      |       |                             |                             |                             |                             |                             |                             |
|  | Esteve Mata                        | 2                                  | 200                                | 6                                  | 33,33                              | 74                                 |                 |                 |                                 |                                 |                                 |                                 |                                 |                                 |      |       |                             |                             |                             |                             |                             |                             |
|  | Bernard Villiers                   | 0                                  | 186                                | 6                                  | 31,00                              | 102                                |                 |                 |                                 |                                 |                                 |                                 |                                 |                                 |      |       |                             |                             |                             |                             |                             |                             |
|  | Bernard Villiers                   | 0                                  | 186                                | 6                                  | 31,00                              | 102                                |                 |                 |                                 |                                 |                                 |                                 |                                 |                                 |      |       |                             |                             |                             |                             |                             |                             |

## Abschlusstabelle
| Phase                      | Platz | Name                    | MP   | Pkt. | Aufn. | GD    | BED    | HS  |
| -------------------------- | ----- | ----------------------- | ---- | ---- | ----- | ----- | ------ | --- |
| Finale                     | 1     | Raúl Cuenca             | 10:0 | 900  | 19    | 47,36 | 200,00 | 200 |
| Finale                     | 2     | Dave Christiani         | 8:2  | 708  | 26    | 27,23 | 100,00 | 189 |
| Halb- finale               | 3     | Arnim Kahofer           | 6:2  | 633  | 15    | 44,20 | 75,00  | 142 |
| Halb- finale               | 3     | Esteve Mata             | 6:2  | 536  | 20    | 26,80 | 150,00 | 150 |
| Viertel- finale            | 5     | Michel van Silfhout     | 4:2  | 384  | 24    | 16,00 | 18,75  | 62  |
| Viertel- finale            | 6     | Xavier Gretillat        | 3:3  | 400  | 11    | 36,36 | 50,00  | 113 |
| Viertel- finale            | 7     | Bernard Villiers        | 3:3  | 486  | 17    | 28,58 | 30,00  | 109 |
| Viertel- finale            | 8     | Jean-François Florent   | 3:3  | 351  | 20    | 17,55 | 37,50  | 82  |
| Gruppen- phase             | 9     | Raymund Swertz          | 3:1  | 300  | 9     | 33,33 | 50,00  | 77  |
| Gruppen- phase             | 10    | Marek Faus              | 2:2  | 262  | 4     | 65,50 | 75,00  | 112 |
| Gruppen- phase             | 11    | Johann Petit            | 2:2  | 166  | 4     | 41,50 | 50,00  | 112 |
| Gruppen- phase             | 12    | Patrick Niessen         | 2:2  | 300  | 8     | 37,50 | 50,00  | 135 |
| Gruppen- phase             | 13    | Gerold Cerovsek         | 2:2  | 249  | 17    | 14,64 | 18,75  | 45  |
| Gruppen- phase             | 14    | Willy Gerimont          | 2:2  | 255  | 20    | 12,75 | 10,71  | 72  |
| Gruppen- phase             | 15    | Pascal Dessaint         | 2:2  | 166  | 15    | 11,06 | 12,50  | 52  |
| Gruppen- phase             | 16    | Adam Kozak              | 1:3  | 265  | 19    | 13,94 | 13,63  | 67  |
| Gruppen- phase             | 17    | Sven Daske              | 1:3  | 217  | 9     | 24,11 | 50,00  | 74  |
| Gruppen- phase             | 18    | Adam Baca               | 1:3  | 246  | 12    | 20,50 | 37,50  | 51  |
| Gruppen- phase             | 19    | Nikolas Gerassimopoulos | 1:3  | 227  | 25    | 9,09  | 13,63  | 37  |
| Gruppen- phase             | 20    | Thomas Nockemann        | 0:4  | 175  | 8     | 21,87 | –      | 81  |
| Gruppen- phase             | 21    | Nikos Chatzipavlis      | 0:4  | 128  | 10    | 12,80 | –      | 38  |
| Gruppen- phase             | 22    | Dieter Steinberger      | 0:4  | 139  | 15    | 9,26  | –      | 28  |
| Gruppen- phase             | 23    | Janis Ziogas            | 0:4  | 178  | 27    | 6,59  | –      | 54  |
| Gruppen- phase             | 24    | Tamas Szolnoki          | 0:4  | 25   | 4     | 6,25  | –      | 15  |
| Turnierdurchschnitt: 21,49 |       |                         |      |      |       |       |        |     |